# Kanton Marseille-La Capelette
Der Kanton Marseille-La Capelette war bis 2015 ein französischer Wahlkreis im Arrondissement Marseille, im Département Bouches-du-Rhône und in der Region Provence-Alpes-Côte d’Azur. Die landesweiten Änderungen in der Zusammensetzung der Kantone brachten im März 2015 seine Auflösung.
Er umfasste Teile des 5. und 10. Arrondissements von Marseille mit den Stadtteilen:
- Baille
- La Capelette
- Menpenti
- Pont de Vivaux
- Saint-Pierre
- Saint-Tronc
- La Timone